# جيمس دونكان ميلر
جيمس دونكان ميلر (بالإنجليزية: James Duncan Millar)‏ هو محام بالقضاء العالي وسياسي بريطاني (وحمل سابقاً جنسية المملكة المتحدة لبريطانيا العظمى وأيرلندا)، ولد في 5 أغسطس 1871، وتوفي في 10 ديسمبر 1932. حزبياً، نشط في الحزب الليبرالي.

## مناصب
- في الانتخابات العمومية البريطانية في يناير 1910 [الإنجليزية]‏، انتخب عضو برلمان المملكة المتحدة الـ29 عن دائرة St Andrews Burghs (UK Parliament constituency) [الإنجليزية]‏ (15 يناير 1910 – 28 نوفمبر 1910).
- في الانتخابات الفرعية في مجلس العموم البريطاني [الإنجليزية]‏، انتخب عضو برلمان المملكة المتحدة الـ30 عن دائرة North East Lanarkshire (UK Parliament constituency) [الإنجليزية]‏ (9 مارس 1911 – 25 نوفمبر 1918).
- في الانتخابات العامة في المملكة المتحدة 1922 [الإنجليزية]‏، انتخب عضو برلمان المملكة المتحدة الـ32 عن دائرة East Fife (UK Parliament constituency) [الإنجليزية]‏ (15 نوفمبر 1922 – 16 نوفمبر 1923).
- في الانتخابات العامة في المملكة المتحدة 1923 [الإنجليزية]‏، انتخب عضو برلمان المملكة المتحدة الـ33 عن دائرة East Fife (UK Parliament constituency) [الإنجليزية]‏ (6 ديسمبر 1923 – 9 أكتوبر 1924).
- في الانتخابات العامة في المملكة المتحدة 1929 [الإنجليزية]‏، انتخب عضو برلمان المملكة المتحدة الـ35 عن دائرة East Fife (UK Parliament constituency) [الإنجليزية]‏ (30 مايو 1929 – 7 أكتوبر 1931).
- في الانتخابات العامة في المملكة المتحدة 1931 [الإنجليزية]‏، انتخب عضو برلمان المملكة المتحدة الـ36 عن دائرة East Fife (UK Parliament constituency) [الإنجليزية]‏ (27 أكتوبر 1931 – 10 ديسمبر 1932).

## الوفاة
توفي ميلار في منزله، ريموني لودج، أبرفيلدي في بيرثشاير، في 10 ديسمبر 1932، عن عمر يناهز 61 عامًا، بعد عدة أسابيع من المعاناة الشديدة من الالتهاب الوريدي والمضاعفات.